# Alpine Rugby Championship
Die Alpine Rugby Championship (ARC) ist eine internationale Amateurliga im Rugby Union. Es nehmen 16 Vereine aus fünf nationalen Verbänden mit insgesamt 20 Mannschaften in 4 Ligen teil. Sie ist Nachfolgerin der österreichischen Bundesliga bzw. der Nationalliga und dem weiteren Unterbau. Die Ligen teilen sich in drei Leistungsstufen mit geregelten Auf- und Abstieg zwischen der ersten und zweiten Liga auf. Darüber hinaus organisiert und verwaltet die ARC den österreichischen Clubspielbetrieb im 7s-Rugby der Herren sowie den österreichischen Rugbycup. Nicht zuständig ist die ARC für das österreichische Damen-, Nachwuchs- und Schulrugby, sowie die Nationalteams.

## Motive der ARC-Gründung
Sowohl das österreichische als auch das slowenische Clubrugby standen vor dem gemeinsamen Problem einer geringen Vereinsanzahl mit hohem Leistungsgefälle. Bei der Aufnahme der slowenischen Clubs in den österreichischen Spielbetrieb stand daher der Gedanke im Vordergrund, mit mehr Vereinen Divisionen mit vergleichbarer Spielstärke zu gründen. Der österreichische- (ÖRV) & der slowenische Rugbyverband (RZS) sind die Träger der ARC. Die Vereine aus den anderen Ländern nehmen aus unterschiedlichen Gründen jeweils mit Billigung des Nationalverbands an der ARC teil.

## Geschichte
Transnationale Club- oder Franchiseligen sind im europäischen Rugby seit Jahrzehnten eher die Regel als die Ausnahme. In Mittel- bzw. Südosteuropa gab es mit der Alpenliga (1993–1996), die Teams aus Österreich, Slowenien und Kroatien beheimatete bzw. der Austro-Moravia Liga (1997–1999) mit Mannschaften aus Österreich und Tschechien zwei Vorläufer in den 1990er-Jahren.
Nach der Jahrtausendwende gab und gibt es weitere internationale Rugbyligen in Mitteleuropa wie am Balkan, aber erst 2011 nahm mit Bežigrad Ljubljana wieder ein slowenischer Verein an der österreichischen Bundesliga teil. In derselben Saison stieg der RK Maribor in der zweiten Bundesliga ein. Den beiden Teams folgten 2012 Olimpija Ljubljana (SLO) & die Black Eagles Brixen (Südtirol) in der 2. Bundesliga bzw. RK Ljubljana in der Bundesliga. Spätestens ab der Saison 2012/13 war die nationale österreichische Liga somit ein de facto internationaler Bewerb, an dem die wichtigsten Klubmannschaften Sloweniens teilnahmen. Es stellte sich daher die Frage, ob die auf Österreich ausgerichteten Liganamen noch Sinn ergeben.
Der ÖRV (Österreichischer Rugbyverband) entschied sich 2013/14, sein Ligensystem mit Ausnahme der niederösterreichischen Landesliga und der Wiener Liga von seinem primären Tätigkeitsbereich zu entkoppeln. Erstmals fiel auch der Arbeitsname „Alpine Rugby Championship“, eine Bezeichnung die erst in der Saison 2014/15 offiziell Verwendung fand.
In dieser Spielzeit übernahm die nunmehrige ARC auch die niederösterreichische Landesliga, die sie als „Regionalliga Nord“ eingliederte. Die ARC erweiterte sich damit mit einem tschechischen (RC Břeclav) und einem slowakischen (Spartak Trnava) Verein. Schon während der letzten Saison stieg Brixen aus dem Ligabetrieb aus. Aufnahme fand dafür in der zweiten Leistungsstufe der kroatische Verein RK Lokomotiva Zagreb.

## Ligasystem
Die ARC umfasst vier Ligen in drei Leistungsstufen: Die ARC 1. Liga (ARC 1st League) als höchste Leistungsstufe, die ARC 2. Liga (ARC 2nd League) als zweithöchste und die zweigleisige Regionalliga (Regionalliga Nord/Regionalliga Süd) als Unterbau.

### ARC 1. Liga
An der ARC 1. Liga nehmen in der Saison 2014/15 sechs Mannschaften teil und ist die Nachfolgeliga der vormaligen Rugby-Bundesliga. Sie spielen in einer Hin- und Rückrunde den ARC-Meister aus. Der Letztplatzierte der ARC 1. Liga steigt in die 2. Liga ab. Die beiden bestplatzierten österreichischen Teams der ARC 1 spielen nach Saisonende in einem einzigen Finalspiel den österreichischen Staatsmeistertitel aus.
Teilnehmer ARC 1. Liga 2014/15
1. RK Ljubljana  Slowenien (Ligasieger 2013/14)[2]
2. RU Donau Wien  Österreich (Staatsmeister)
3. RC Innsbruck  Österreich
4. Stade Rugby  Österreich
5. Vienna Celtic RUFC  Österreich
6. RAK Olimpija Ljubljana  Slowenien (Aufsteiger)

### ARC 2. Liga
An der ARC 2. Liga nehmen 7 Mannschaften teil. Sie ist auf 8 Mannschaften ausgerichtet. Sie spielen in einer Hin- und Rückrunde den ARC-Meister der 2. Liga aus, der in die 1. Liga aufsteigt (Pflichtaufstieg), ausgenommen es handelt sich um die zweite Mannschaft eines Vereins der ARC 1. Der Letztplatzierte steigt nur dann in die jeweilige Regionalliga ab, wenn beide Regionalligameister aufstiegsberechtigt wie aufstiegswillig sind.
Teilnehmer ARC 2. Liga 2014/15
1. RC Graz  Österreich
2. Wombats RC  Österreich
3. RC Linz  Österreich
4. RU Donau Wien Korsaren  Österreich
5. RK Maribor  Slowenien
6. RC Tigers  Österreich (Aufsteiger)
7. RK Lokomotiva Zagreb  Kroatien

### ARC Regionalligen
Die 3. Leistungsstufe wird zweigleisig (ARC Regionalliga Nord & Süd) abgewickelt. Für diese beide Ligen gelten entschärfte Durchführungsbestimmungen um die Entwicklung der betreffenden Mannschaften zu fördern. Der Meister besitzt das Aufstiegsrecht, wenn die Vereine die strengeren Regularien der ARC 2 erfüllen und wenn es sich nicht um eine zweite Mannschaft handelt, die bereits in der ARC 2 spielt.

#### ARC Regionalliga Nord (RLN)
An der ARC Regionalliga Nord nehmen 3 Mannschaften teil, sie ist die Nachfolgeliga der Niederösterreichischen Landesliga. Für die Saison 2014/15 zogen der RC Melk und die zweite Mannschaft des RC Linz ihre Nennung zurück. Spartak Trnava kam neu hinzu. Sie spielen in einer Hin- und Rückrunde den Regionalligameister Nord aus, der in die ARC 2. Liga unter bestimmten Voraussetzungen (siehe ARC Regionalligen) aufstiegsberechtigt ist.
Teilnehmer ARC Regionalliga Nord 2014/15
1. RC Břeclav  Tschechien
2. RC Krems  Österreich
3. RK Spartak Trnava  Slowakei

#### ARC Regionalliga Süd (RLS)
An der ARC Regionalliga Süd nehmen 4 Mannschaften teil. Neu in der Saison 2014/15 sind die 2. Mannschaften von RK Ljubljana und Celtic Vienna (Celtic Wanderers). Die zweite Mannschaft des RC Graz nimmt ihren Spielbetrieb wieder auf. Auch hier wird der Meister in einer Hin- und Rückrunde ermittelt.
Teilnehmer ARC Regionalliga Süd 2014/15
1. Celtic Wanderers  Österreich
2. ARC Leoben  Österreich
3. RC Graz II  Österreich
4. RK Ljubljana II  Slowenien

## 7s Rugby

### 7s-Challenge-Cup
Die ARC organisiert den 7s-Challenge-Cup (7s-CC). „Er wurde bereits 2002 gegründet und wird als Serie von Einladungsturnier ausgetragen. Die Turnier-Punkte werden anhand der Tagesplatzierungen vergeben. Die laufend geführte Gesamttabelle ermittelt am Ende des Rugbyjahres den Sieger des Challenge Cups.“ So die kurze Selbstbeschreibung auf der ÖRV-Seite. Die Anzahl der zum CC zählenden Turniere variiert von Saison zu Saison, meistens sind es 4–6. Der Modus vom einzelnen Spieltag obliegt dem Veranstalter, leichte Modifikationen des offiziellen Regelwerks (z. B. Möglichkeit des Retourtauschens) sind gestattet und üblich. Sofern ein österreichischer Verein, wird der Sieger des 7s-CC bei den 7s-ÖM als Gruppenkopf gesetzt.
Zwischen 2007/08 – 2009/10 wurde der 7s-Challenge-Cup nicht ausgetragen. In dem Zeitraum wurde die ÖM als Turnierserie ausgespielt. 2010/11 erfolgte die Wiedereinführung, seine lockeren Durchführungsbestimmungen erwiesen sich gegenüber der strikten Wettkampfordnung in einer Ganzjahresmeisterschaft als vorteilhafter und man konnte auch wieder ausländische Vereine einladen.

### 7s Staatsmeisterschaften
Die ARC überwacht die Durchführung der jährlich ausgespielten Staatsmeisterschaft im 7s-Rugby der Männer (7s-ÖM). Grundsätzlich darf der regierende Staatsmeister die nächstjährige ÖM ausrichten, er kann aber auch darauf verzichten. Teilnahmeberechtigt ist jeder ÖRV-gemeldete Verein, B-Teams sind im Gegensatz zum Challenge-Cup verboten. Bei der ÖM kommt auch verbindlich das Regelwerk des Weltverbands World Rugby (früher IRB) zur Anwendung. Seit der ersten Durchführung 2008 war immer entweder die RU Donau Wien oder der RC Graz Staatsmeister.

#### 7s Staatsmeisterschaft 2014
Mit einem Novum endete die ÖM 2014 am 28. Juni in Graz, die mit 6 Startern als Rundenturnier ausgetragen wurde. Nachdem zwischen Graz und RU Donau Wien nach fünf Spielen trotz 5-stufigem (1. Punkte, 2. Punkte im direkten Duell, 3. Punktedifferenz, 4. Anzahl der Versuche, 5. Fair Play) Ermittlungsverfahren alles ausgeglichen war, entschied ein Penalty Shootout über die ÖM 2014. Das entschied Graz für sich.

## Der österreichische Rugbycup
Der Rugbycup ist ein Bewerb, der in der Saison 2014/15 seine Premiere erlebt. Jeder ÖRV-gemeldete Verein darf teilnehmen, B-Teams und außerösterreichische Vereine sind ausgeschlossen. Der Cupbewerb wird als K.-o.-System ohne Setzung durchgeführt und von Runde zu Runde neu gelost.